# Yakub Beg
Yakub Beg (noto anche come Ataliq e Badavlet, nome cinese An chi-ye; 1820 – Korla, 29 maggio 1877) è stato capo dello Yettishar (o Kashgaria), nello Xinjiang meridionale, dal 1864 al 1877.
Fu l'iniziatore del sentimento indipendentista dello Xinjiang musulmano dal domino cinese. Tuttavia, la visione della Cina propende verso l'idea che la repressione della Kashgaria si trattasse di un'invasione straniera.

## Biografia
È possibile che Yakub Beg fosse nato in una famiglia tagika di Piskent o di Xuçand. Servì come ufficiale nell'esercito del khanato di Kokand e fu comandante della 4ª unità che venne catturata dai russi nel 1853.
Dopo la fuga a Bukhara, tornò a Kokand nel 1863 in concomitanza con le rivolte anticinesi nella regione, in particolare quelle degli hui nel Gansu e nello Shaanxi. Nel 1864 guidò una spedizione a Kashgar, dove istituì un forte emirato negli anni '70 dell'Ottocento. Nel 1866 conquistò dapprima Ili, poi si espanse per tutto il Turkestan.
Il suo regno si colloca all'apice del Grande gioco che interessò le principali potenze mondiali. Stipulò trattati con la Gran Bretagna e la Russia e ricevette supporto dall'impero ottomano, il ché gli permise di proteggersi dalle mire espansionistiche di queste potenze. Ciò nonostante, gli aiuti dei britannici risultarono insufficienti e l'impero russo scelse di appoggiare la Cina dei Qing nella distruzione della Kashgaria. L'esercito Qing capeggiato dal generale Zuo Zongtang pose fine al regno musulmano nel 1877.
Tuttavia, la fine del regno di Yakub Beg non fu dovuta tanto alla potenza dell'armata cinese, quanto alla sua impopolarità diffusa nel regno stesso. Il mantenimento del regno aveva giustificato una pesante tassazione, ancor più gravosa di quella dell'impero cinese. L'impero ottomano non riuscì a rimpinguare abbastanza le casse erariali del regno, né tanto meno gli imperi russo e britannico vollero augurarsi la nascita di uno stato troppo forte, per quanto fosse utile in chiave anticinese.
Yakub Beg morì il 20 maggio 1877 in circostanze poco chiare. Alcune ipotesi fanno pensare che fosse stato avvelenato o ucciso in battaglia, altre invece ritengono che si fosse suicidato o che fosse morto di ictus.